# František Toman
František Toman (10. července 1924 Ratíškovice – 20. září 1981 Praha) byl český a československý politik a předseda Československé strany lidové, poúnorový poslanec Národního shromáždění ČSSR, poslanec Sněmovny lidu Federálního shromáždění a České národní rady za normalizace a ministr vlád České socialistické republiky.

## Biografie
Pocházel z chudých poměrů z rodiny lesního dělníka. Absolvoval gymnázium v Třebíči. V letech 1946–1947 pracoval jako sociální referent na dole Tomáš v Ratíškovicích. roku 1945 vstoupil do ČSL, od roku 1947 působil coby stranický funkcionář a státní úředník. V letech 1947-1950 zastával post tajemníka Okresního výboru ČSL v Hodoníně. V letech 1949–1968 byl členem ONV a v letech 1950–1968 vedoucím odboru zdravotnictví v Hodoníně. Pomalu postupoval i ve stranickém aparátu (1957 předseda OV ČSL Hodonín, 1960–1963 člen Krajského výboru ČSL v Gottwaldově, od roku 1960 člen Ústředního výboru ČSL, v letech 1969–1980 místopředseda ČSL).
Ve volbách roku 1964 byl zvolen za ČSL do Národního shromáždění ČSSR za Jihomoravský kraj. V Národním shromáždění zasedal až do konce volebního období parlamentu v roce 1968.
K roku 1968 se zmiňuje coby náměstek ministra práce a sociálních věcí z volebního obvodu Veselí nad Moravou. Bydlel v obci Ratíškovice.
Po federalizaci Československa získal i vládní posty. V roce 1969 byl ministrem práce a sociálních věcí České socialistické republiky ve vládě Stanislava Rázla. Kromě toho v ní zastával i post ministra stavebnictví. Ten si uchoval krátce i v následující vládě Josefa Kempného a Josefa Korčáka až do dubna 1970. Jeho politickou kariéru nepřerušila ani invaze vojsk Varšavské smlouvy do Československa a počínající normalizace. Do české vlády se vrátil v říjnu 1980, kdy nahradil zesnulého dosavadního předsedu ČSL Rostislava Peteru ve funkci ministra bez portfeje ve třetí vládě Josefa Korčáka a čtvrté vládě Josefa Korčáka až do své smrti v září 1981.
Zemřelého Rostislava Peteru nevystřídal jen na postu ministra a poslance (viz níže) ale i jako předseda Československé strany lidové. Členská základna ČSL do jeho nástupu vkládala velké naděje, protože považovala Tomana za schopného a vzdělaného politika, který měl zkušenosti ze státní správy a vazby na jižní Moravu (mimo jiné byl autorem autobiografického románu Veselá je dědina). Očekával se od něj též větší důraz na křesťanské tradice ČSL. Jeho předčasná smrt ale neumožnila výrazněji rozvinout jeho potenciál. Na Františka Tomana se během 80. let odkazoval představitel reformního proudu v ČSL Richard Sacher.
Za normalizace Toman rovněž dlouhodobě zasedal v nejvyšších zákonodárných sborech. Roku 1969 usedl do Sněmovny lidu Federálního shromáždění (volební obvod Jablonec nad Nisou). Znovu se do Federálního shromáždění vrátil až po volbách v roce 1976, kdy získal dodatečně mandát v říjnu 1980 po doplňovacích volbách poté, co zemřel poslanec Rostislav Petera. Mandát obhájil ve volbách v roce 1981, ale krátce nato v září 1981 zemřel. Zasedal také v České národní radě, a to ve volebním období 1969–1971, 1971–1976 a 1976–1981, přičemž v 70. letech byl dlouhodobým místopředsedou ČNR.
Byl nositelem řady dobových vyznamenání (1964 Vyznamenání Za zásluhy o výstavbu, 1974 Řád práce).